# کوهپر سفلی
کوهپر، دهکده ای است خوش آب و هوا و کوهستانی از توابع بخش کجور شهرستان نوشهر در استان مازندران ایران.

## جمعیت
این روستا در دهستان زانوس‌رستاق قرار دارد و براساس سرشماری مرکز آمار ایران در سال ۱۳۸۵، جمعیت آن ۲۷۷ نفر (۸۵خانوار) بوده‌است.